# 레드 리본군

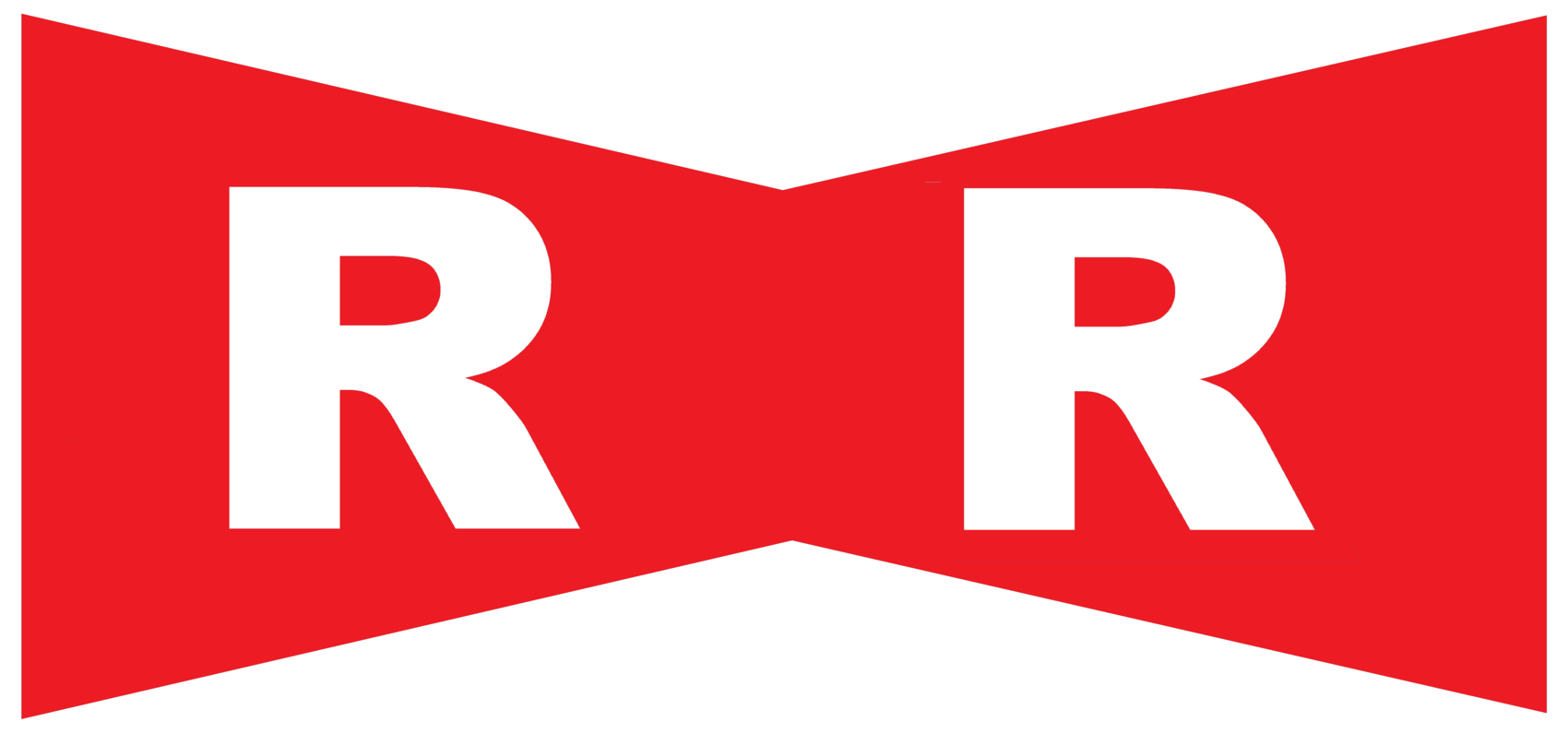

레드 리본군(일본어: レッドリボン軍 렛도 리본군[*], Red Ribbon Army)은 토리야마 아키라의 만화·애니메이션 작품 《드래곤볼》 시리즈에 등장하는 가공의 단체이다.

## 개요
세계 정복을 노리는 악의 군단. 「군」이라고 불려 정규군과 같은 계급도 있지만 특정 나라에 소속해 있는 것은 아니고, 사실 그대로 말해 「풍부한 자금과 강력한 군용 병기를 가진마피아」이다. 세계 각지에 그 악명이 알려져 있어 「세계 최악의 군대」라는 이명도 가진다. 거북선인은 「악의 한계를 다해 정의가 너무 싫다고 하는 최저의 군단」이라는 말로 그들을 표현했다. 대부분의 사람은 이름을 들은 것만으로 벌벌 떨 정도로. 그들이 처음 등장했을 때는, 「경찰일지라해도 어쩔 수 없다」라는 설명처럼 공적인 대항 수단이 존재하지 않다.
시설이나 장비품의 대부분에, 옆으로 한 삼각형의 정점을 거듭해 안에 탈색으로 RR이 쓰여진 붉은 리본형의 마크를 붙이고 있다.
드래곤볼을 노려 손오공등과 대립해, 싸움을 펼친다. 손오공은 레드 리본군을 괴멸 시켰지만, 후에 레드리본군 소속이었던 인조인간을 개발한닥터·게로가 부활하고 그에 의해서 대사건이 일어난다. 이름은, 거의 전원색채관계로 통일되고 있다..
또, 군에서는 군사용의 탈 것도 개발하고 있어, 탈 것이라고 하는 분야에 있고는 일반용과 군사용이라고 하는 차이는 있어, 한 시기는 캡슐 코퍼레이션과 겨룰 정도의 생산 대수를 자랑하고 있었다.다만, 성능적인 면에서는 캅셀 코퍼레이션의 제품에 이기는. 그러한 개발에 끌려간 과학자안에는, 각지에서 유괴, 납치된 사람도 있다.

## 구성
총수 레드부터 수하들까지 모두 색깔을 영어로 한 이름을 가지고 있다.(레드, 블랙, 화이트, 실버, 블루, 바이올렛)

### 레드 리본군본부
서 에리어에 있는 깊은 밀림에 둘러싸인, 레드 총수 인솔하는 레드 리본군의 본거지. 사령실이 있는 탑을 중심으로, 파수의 탑이나 전투원의 숙소등이 배치되어 있다. 몇 개의 지구에 분할되고 있어 전체 길이는 작은 마을보다 크고, 각처에 대포나 기관총이라는 병기의 여러 가지가 배치되고 있고, 침입자가 하늘로부터 접근하면 총탄이나 미사일의 비를 받는다.
레드 총수
성우 - 우츠미 켄지/박상일→설영범(비디오 오리지널), 김기흥(투니버스 극장판), 김병현(대원방송 재더빙)
레드리본군단을 만든 사람이다. 그들은 매우 포악하여 여러곳에 악하기로 이름을 알렸다. 그들의 장군들이 실패할 때마다 사형시켰다. 그는 드래곤 볼을 모아 자신의 키를 키우고 싶어했다. 손오공이 군단 본부에 접근했을 때 레드의 수하인 블랙이 레드의 동기를 알게 되고, 한심하다 생각하여 레드를 죽이고 새로운 리더가 되었다. 말로만 떠들뿐 싸움을 하는 장면은 나오지 않는다. 드래곤볼Z에서 영화감독으로 환생한다.
블랙 참모
성우 - 사토 마사하루/故 오세홍→김정호(비디오 오리지널), 손종환(투니버스 극장판), 김승준(SBS)
레드의 보조이다. 레드의 목적이 한심하다 생각하자, 레드를 죽이고 새로운 리더가 되었다. 그는 로봇으로 오공과 싸우나, 오공에게 패하여 죽는다. 드래곤볼Z에서 환생하여 영화감독이된 레드총수의 조수역할을 한다.
실버 대령
성우 - 긴가 반죠/이현(대원방송 재더빙), 故 김관진(SBS), 설영범(비디오)
붉은색 머리의 미남. 복장은 상의 탈의에 스카프만 매고 그 위에 코트를 걸친 매니악한 복장 블루 장군과 더불어 레드리본군의 꽃미남 몸짱형 악당. 상당한 근육질 몸매로 뭔가 한가닥 할거 같지만 손오공에 가볍게 2방에 뻗었다.후에 이를 보고받은 실버 사령관에 의해 숙청지시를 받는데 생사는 불명이며 이에 관해 팬들은 지속적으로 논쟁중이다.

### 화이트대(머슬 타워)
징글 마을에 있는, 레드 리본군의 화이트 장군이 인솔하는 부대가 주둔 하고 있는 전 6층의 탑, 머슬 타워. 전선기지인인 만큼, 안은 함정이나 미로등의 여러 가지 트랩이 준비되어 있어 위층에 가는 만큼 계급이 비싼 것이 살고 있다. 2층은 대기실이 되어 있어, 레드 리본군의 하사관들이 있다. 메탈릭 중사가 있는 3층은, 방의 중앙에 전용의 의자와 사이드테이불이 놓여져 있어, 무라사키 상사가 있는 4층은, 순 일본식 정원과 같이 되어 있다. 5층은, 6층의 사령실에 있는 함정으로부터 떨어지는 구조의 은폐 방이 되어 있어, 개폐식의 벽의 끝에는 부용이 기다리고 있다.6 층에 있는 사령실은 최상층의 외벽과 내벽의 사이에 있는 은폐 방이 되어 있어, 징글마을의 촌장이 붙잡히고 있었다. 애니메이션에서는 최후 인조인간 8호에 의해서 파괴되어 도괴 당한다.
메탈릭 중사
터미네이터를 모티브로 한 악당 로봇이라 연료가 없으면 움직이지 못한다.
무라사키 상사
일본 사무라이와 비슷한 악당 분신술, 의태 등 다양한 방법으로 손오공을 괴롭히나, 결국은 죽고마는 운명
인조인간 8호
오공과의 싸움으로 궁지에 빠진 무라사키가 부활시킨 인조인간. 싸움이나 악행을 좋아하지 않는 성격. 드래곤볼 오리지널 애니에만 나오는 후레쉬 박사가 만들었다.

화이트 장군
화이트대 꼭대기에 있는 우두머리. 실버와 비슷하게 생겼으나 머리색만 다르다. 역시 손오공에게는 한 주먹거리도 안될만큼 약하며 촌장을 인질로 손오공을 위협하였으나, 인조인간 8호가 화이트대 밑으로 던져버린다.
블루 장군
성우 - 후루카와 토시오, 시마다 빈(최강으로의 길), 카자마 노부히코(『닥터 슬럼프』)
성우(대한민국) - 이윤선→장세준(비디오), 홍범기(투니버스 최강으로의 길), 서윤선(투니버스 손오공의 신기한 대모험), 김종엽(대원방송 재더빙), 신경선(대원방송 손오공의 신비한 대모험)
금발의 미남. 제복을 차려 입고 다닌다.코스튬은 꼭 나치돌격대. 앞서 언급된 실버 대령과 꽃미남 몸짱형 악당에 속한다.
후에 상의탈의한 상태로 다니는데 근육질 몸매가 장난 아니다. 특히 빵빵한 가슴근육과 탄탄한 복근이 압권!
특기는 초능력으로, 상대방을 바라보는 것만으로 꼼짝못하게 하는 초능력을 가졌다. 이 능력으로 손오공을 몇번씩 위험에 빠뜨리지만 결국 패배. 꽤 끈질기게 손오공을 쫓지만 실패를 거듭한 나머지 숙청되게 된다. 결국 목숨을 빼앗은건 레드리본군에게 고용된 타오파이파이 타오파이와 이기면 살려주겠단 레드 사령관의 약속만 믿고 겨뤘다. 타오파이 혀놀림 한 방에 관자놀이를 관통당한 채 처참히 살해당한다. 후에 시신은 쓰레기장에 버려졌다고 한다.

### 바이올렛 대
바이올렛 대령
성우 - 스기야마 카즈코, 와타나베 나오코(최강으로의 길)
많이 나오진 않는다. 드래곤볼을 하나 찾아와 레드에게 건넸다. 그 후 레드리본군의 자금을 훔쳐 도망친다.

### 관련 인물
타오파이파이(쿠오빠이)(성우 - 오오츠카 치카오→키시노 유키마사)
레드 리본군으로 고용해진 살인 청부업자. 학선인의 친동생이다. 손오공과 대등할만큼 뛰어난 무술실력을 가졌으나, 손오공에 의해 죽게된다. 그러나 학선인은 사이보그로 다시 되살려낸다. 무술대회에 참여해 손오공을 죽일 계략을 세웠으나, 천진반에게 패배한 후 등장하지 않다가 드래곤볼Z에 다시 출연한다.

하스키
도둑질의 일인자로 레드리본군에 고용되어 손오공의 드래곤볼을 빼앗으려 하지만 실패한다.
후레쉬 박사
인조인간 8호를 만든 사람으로 오공의 부탁으로 인조인간 8호의 몸에 숨겨진 폭탄을 제거해준다.